# Cataulacus taylori
Cataulacus taylori är en myrart som beskrevs av Bolton 1982. Cataulacus taylori ingår i släktet Cataulacus och familjen myror. Inga underarter finns listade.